# Нето (река)
Не́то (итал. Neto, лат. Neaethus) — река на юге Италии, впадает в Ионическое море, протекает по территории провинций Козенца и Кротоне в Калабрии.
Длина реки составляет 95 км, площадь водосборного бассейна — 1087 км².
Нето начинается на северных склонах горы Ботте-Донато (высотой 1928 м), высшей точки горного плато Сила в Калабрийских Апеннинах. В верхней половине течёт преимущественно на юго-восток, в нижней — на восток. Впадает в Ионическое море между Стронголи и Кротоне.
В верховье на реке устроено водохранилище Ариамачина.
Основные притоки: левые — Лесе и Витраво, правые — Арво и Амполлино.